# Heimaeys stavkyrka
Heimaeys stavkirka är en kopia av en norsk stavkyrka från 1100-talets andra hälft, som upprestes i Skansinnområdet i hamnen på Heimaey på Västmannaöarna på Island.
Kyrkan restes på Heimaey år 2000 till ettusenårsminnet av Islands kristnande. Den är huvudsakligen byggd efter Haltdalens stavkyrka, som sedan 1937 finns på Sverresborg, Trøndelag Folkemuseum, i Trondheim.
Heimaeys stavkyrka finns i hamnen, på ett område som tillkommit av en lavaström vid vulkanutbrottet på Västmannaöarna 1973. Projektet genomfördes av Norsk institutt for kulturminneforskning som ett treårigt forsknings- och byggnadsvårdsprojekt mellan 1998 och 2000 under ledning av arkitekten Elisabeth Seip. Bygget skedde i Lom i Norge av byggnadsmaterial från olika delar av Norge, bland annat virke från Røros, skiffer från Odalen, tjära från Skjåk, gjutjärn från Vågå och dörrkarmar från Holtålen. Svalgångar lades till på kyrkans utsida efter förebild från andra stavkyrkor, för att ge byggnaden extra stadga mot stormar. Kyrkan restes 
på Västmannaöarna sommaren 2000. Bygget finansierades genom en gåva från norska staten, isländska återuppbyggnadsfondmedel samt privata donationer. 
I kyrkan finns en kopia av Olavsfrontalet från 1300-talet, ett antemensale som är ett av de finaste bevarade norska medeltidskonstverken. Originalet till det finns i Nidarosdomen.

## Bildgalleri

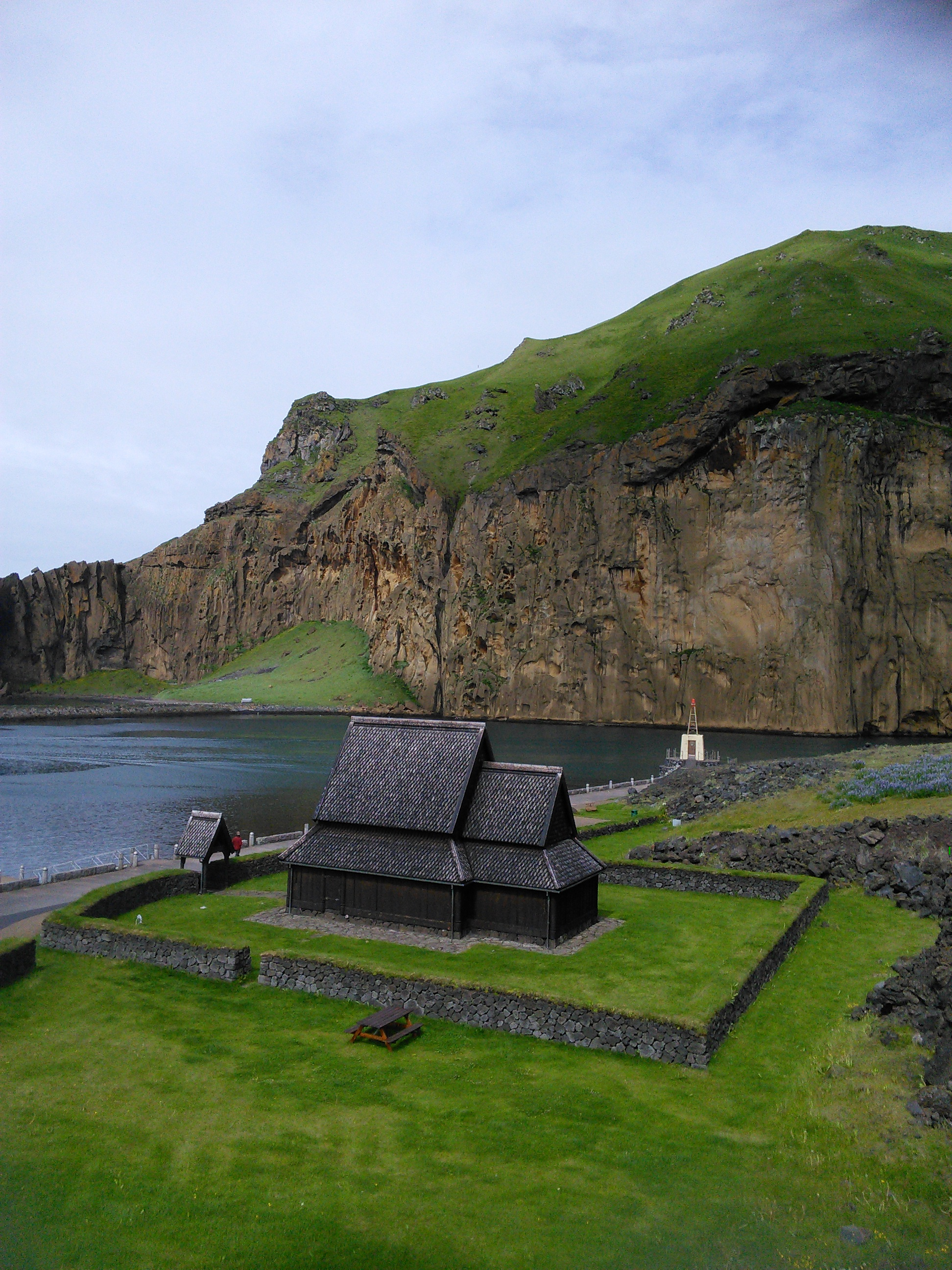
Heimaey stavkyrka i hamnen på Västmannaöarna
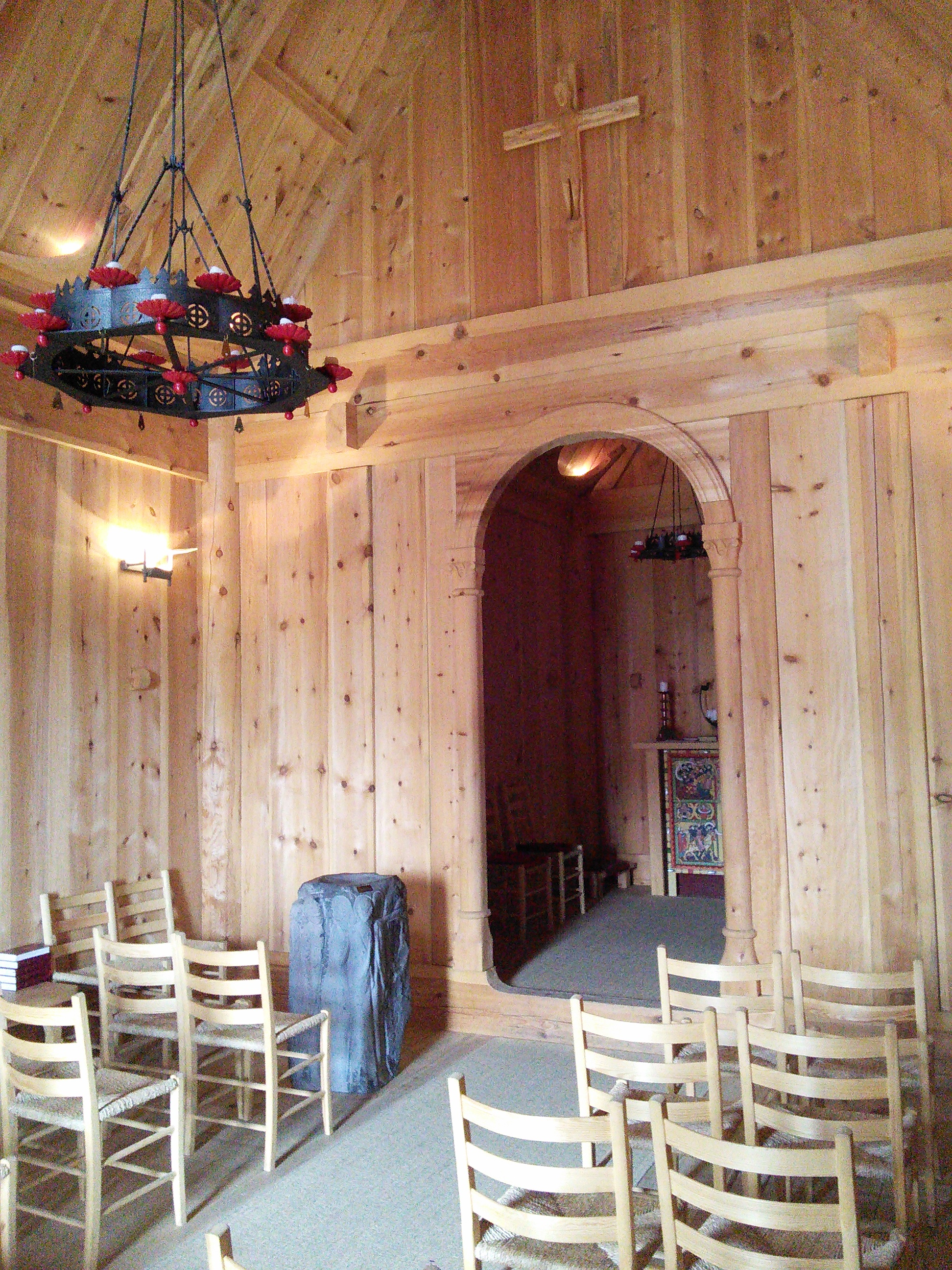
Kyrkans skepp med ingången till koret.
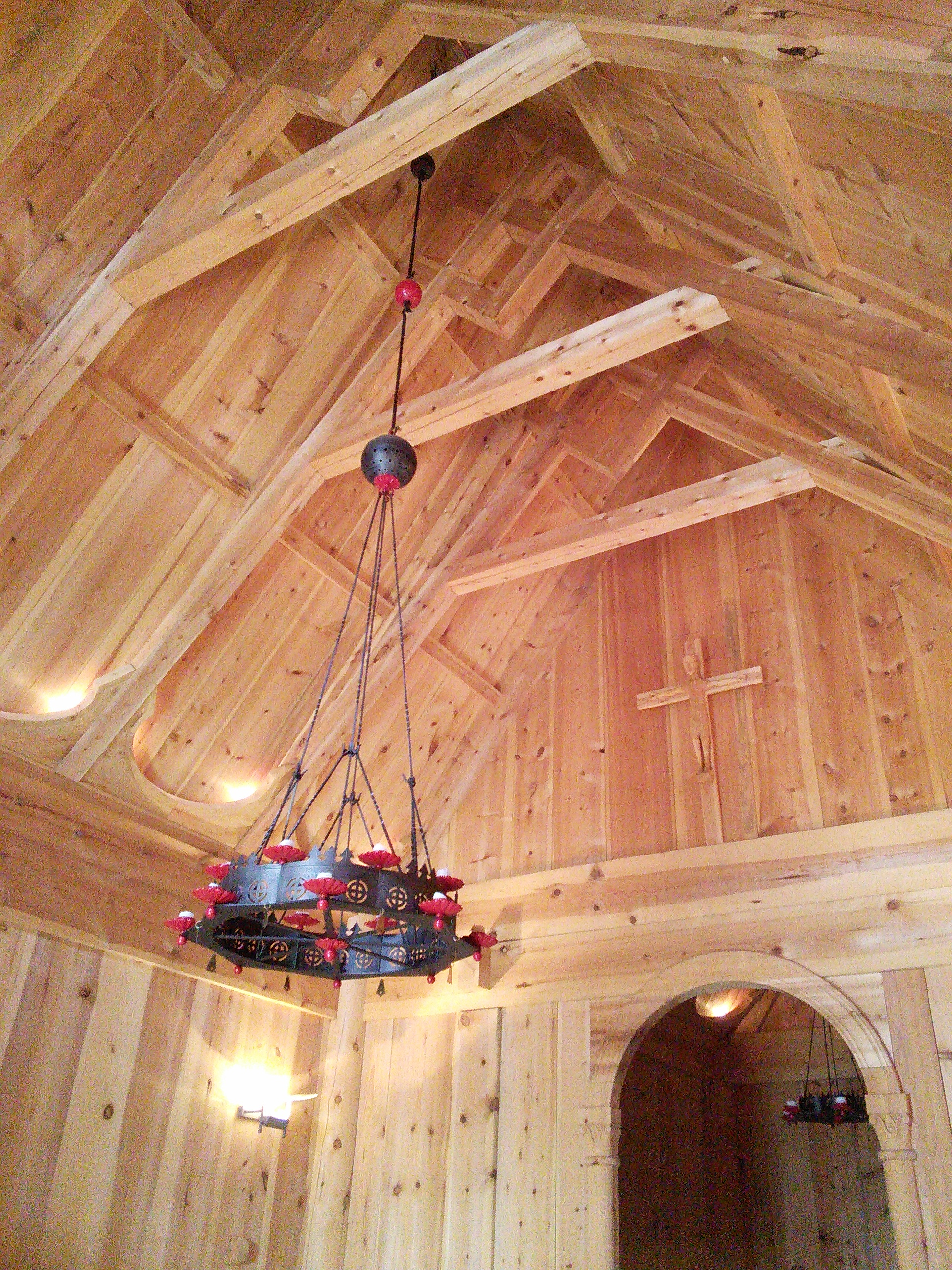
Taket
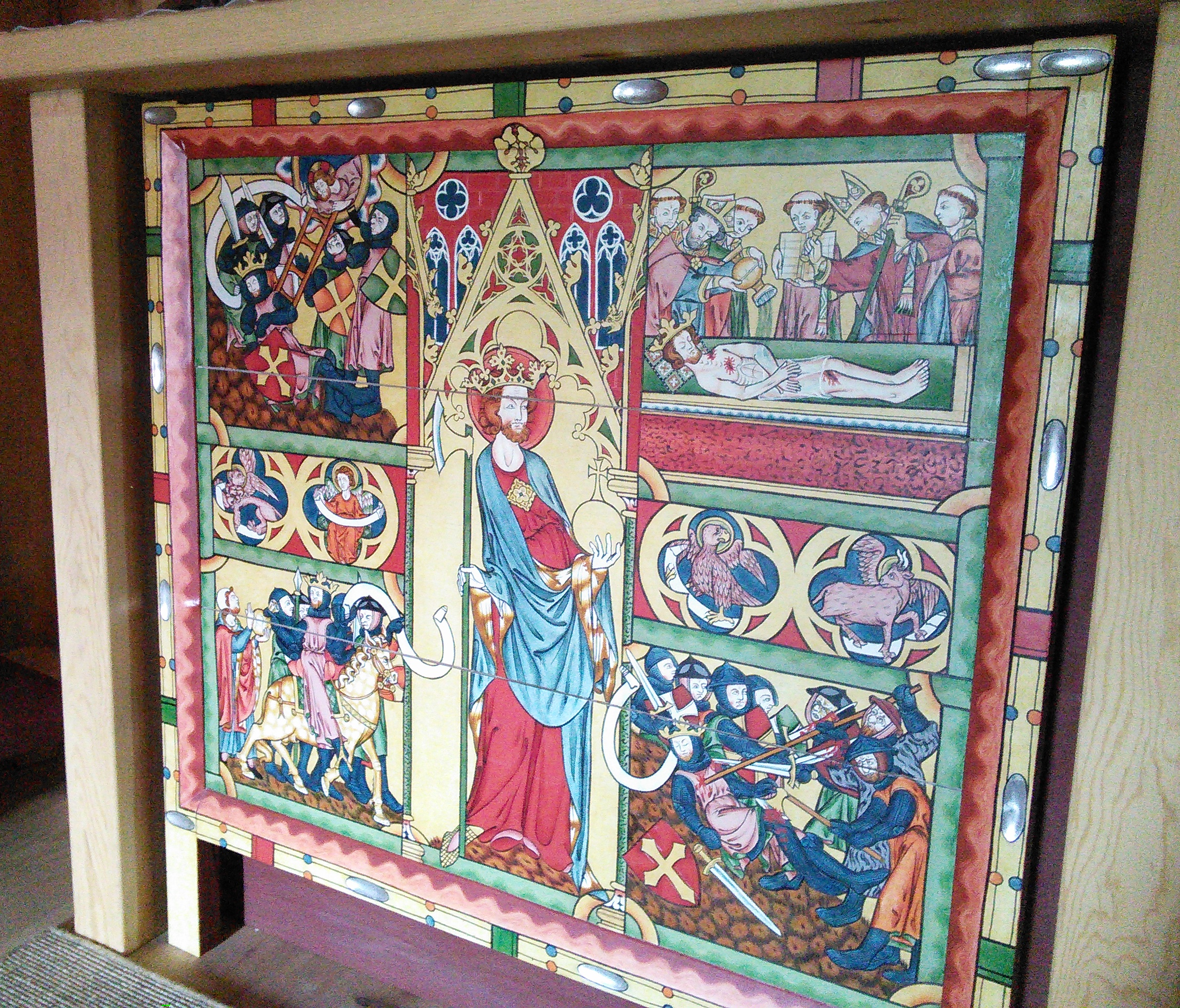
Kopia av Olavsfrontalet på altaret
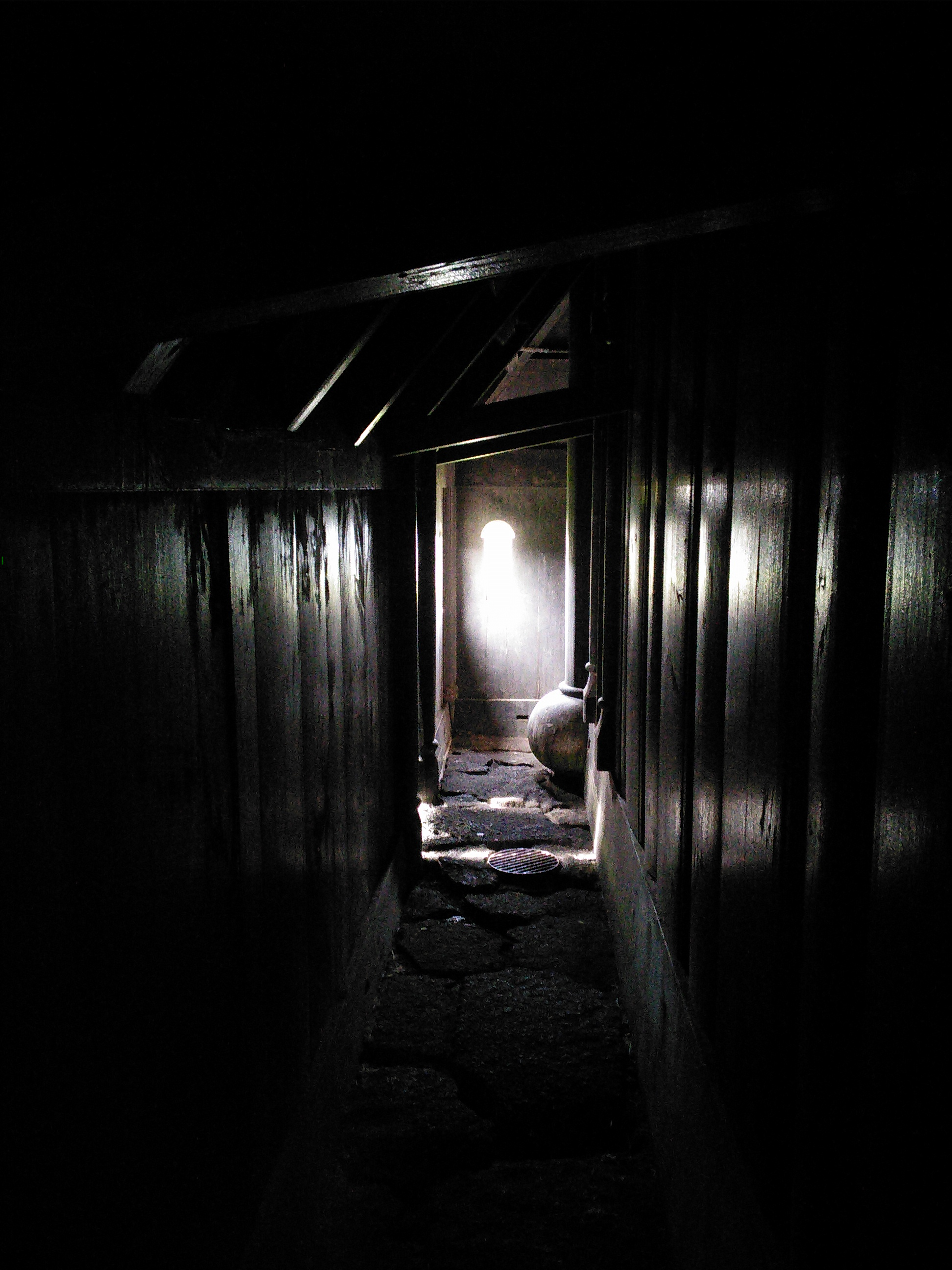
Svalgång